# Justicia (bairro)
Justicia é um dos seis bairros do distrito Centro, em Madrid, na Espanha. Tem esse nome por abrigar as sedes do Supremo Tribunal de Espanha e do Tribunal de Contas da Espanha. Uma região do bairro conhecida como Chueca reúne, desde meados da década de 1990, a comunidade gay de Madri.

## Limites
O bairro é limitado ao norte pelas ruas de Sagasta e Génova; a leste pelo Paseo de Recoletos; a oeste pela rua de Fuencarral; e ao sul pela Gran Vía.